# Sinope (província)
Sinope, (em turco: Sinop, grafia também usada em português) é uma província do norte da Turquia na regiãodo Mar Negro. Com capital na cidade homónima, tem 5 717 km² de área e em dezembro de 2021 tinha 218 408 habitantes (densidade: 38,2 hab./km²).
| Províncias adjacentes à de Sinope |                   |          |
| Mar Negro                         |                   |          |
| Castamonu                         |                   | Samessum |
| Chorum                            | Chorum e Samessum | Samessum |

A província é dividida nos seguintes distritos:
- Ayancık
- Boyabat
- Dikmen
- Durağan
- Erfelek
- Gerze
- Saraydüzü
- Sinope
- Türkeli